# Liling
Liling (chinois : 醴陵市 ; pinyin : Lǐlíng shì) est une ville-district de la province du Hunan en Chine. Elle est placée sous la juridiction de la ville-préfecture de Zhuzhou.

## Démographie
La population du district était de 1 011 279 habitants en 1999.